# 福富伴蔵
福富 伴蔵（ふくとみ ともぞう、1899年（明治32年）2月15日 - 1973年（昭和48年）3月16日）は、大日本帝国陸軍軍人。最終階級は陸軍少将。兵科は騎兵科。

## 経歴
1899年（明治32年）に栃木県で生まれた。陸軍士官学校第32期、陸軍大学校第41期卒業。1940年（昭和15年）3月9日に陸軍省兵務局馬政課長に就任し、10月10日に第1軍高級参謀に転じ日中戦争に出動。1941年（昭和16年）3月1日に陸軍大佐に進級し、8月5日に陸軍大学校教官、1942年（昭和17年）8月に第19師団参謀長（朝鮮軍）を経て、1944年（昭和19年）1月に第20軍高級参謀（関東軍・第1方面軍）に就任。
1945年（昭和20年）2月20日に第6方面軍参謀副長（支那派遣軍）に就任し、3月1日に陸軍少将に進級。4月23日に第11軍参謀長（支那派遣軍・第6方面軍）に転じ、終戦時は全県に位置した。
1947年（昭和22年）11月28日、公職追放仮指定を受けた。